# Nəzəroba
Nəzəroba è un comune dell'Azerbaigian situato nel distretto di Masallı. Conta una popolazione di 296 abitanti.